# Кастельветере-ин-Валь-Форторе
Кастельветере-ин-Валь-Форторе (итал. Castelvetere in Val Fortore) — коммуна в Италии, располагается в регионе Кампания, подчиняется административному центру Беневенто.
Население составляет 1801 человек, плотность населения составляет 53 чел./км². Занимает площадь 34 км². Почтовый индекс — 82023. Телефонный код — 0824.
Покровителем коммуны почитается святитель Николай Мирликийский, чудотворец, празднование 6 декабря.